# Ángel Nevado Rodriguez
Ángel Nevado Rodriguez (* 17. November 1981) ist ein spanischer Fußballschiedsrichterassistent.
Nevado Rodriguez ist seit der Saison 2012/13 Schiedsrichterassistent in der spanischen Primera División. Bisher war er bereits bei über 230 Ligaspielen im Einsatz. 
Seit 2014 steht er auf der Liste der FIFA-Schiedsrichter und ist an der Spielleitung internationaler Fußballspiele beteiligt.
In der Saison 2016/17 war Nevado Rodriguez erstmals bei einem Spiel in der Europa League, in der Saison 2017/18 erstmals bei einem Spiel in der Champions League im Einsatz.
Im April 2024 wurde Nevado Rodriguez zusammen mit Diego Barbero Sevilla als Schiedsrichterassistent von Jesús Gil Manzano für die Europameisterschaft 2024 in Deutschland nominiert.